# Bernard III van Bigorre
Bernard III van Bigorre (overleden in 1113) was van 1095 tot aan zijn dood graaf van Bigorre. Hij behoorde tot het huis Béarn.

## Levensloop
Bernard III was de oudste zoon van burggraaf Centullus V van Béarn en diens tweede echtgenote, gravin Beatrix I van Bigorre. In 1095 volgde hij zijn moeder op als graaf van Bigorre. 
Eind 11e eeuw nam de Europese populatie gevoelig toe en werden er verschillende nieuwe steden gevormd. Om zijn graafschap aan te passen aan deze situatie besloot Bernard rond 1110 de Fors van Bigorre te wijzigen.
In 1113 stierf Bernard. Omdat hij geen mannelijke nakomelingen had, werd hij opgevolgd door zijn jongere broer Centullus II.

## Huwelijk
Rond 1110 huwde hij met Anicella, dochter van graaf Astanovus II van Fézensac. Ze kregen een dochter Beatrix, die jong stierf. Na zijn dood hertrouwde Anicella met graaf Gerold III van Armagnac.